# 다니엘라 마이어
다니엘라 마이어(독일어: Daniela Maier, 1996년 3월 4일~)는 독일의 프리스타일 스키 선수로 주 종목은 스키크로스이다. 2022년 동계 올림픽 여자 스키크로스 종목에서 동메달을 획득했다.